# Desinić
Desinić is een dorp en gemeente in de streek Hrvatsko Zagorje in Kroatië. De gemeente valt onder de provincie Krapina-Zagorje. In 2001 telde Desinić 3478 inwoners, waarvan 98% Kroaten.

## Plaatsen in de gemeente
| - Desinić - 347 - Desinić Gora - 153 - Donji Jalšovec - 84 - Donji Zbilj - 167 - Dubravica Desinićka - 38 - Gaber - 144 - Gora Košnička - 116 - Gornji Jalšovec - 84 - Gornji Zbilj - 56 | - Gostenje - 96 - Grohot - 32 - Hum Košnički - 105 - Ivanić Desinićki - 594 - Ivanić Košnički - 33 - Jazbina - 53 - Jelenjak - 113 - Klanječno - 61 - Košnica - 105 | - Nebojse - 88 - Osredek Desinićki - 51 - Ravnice Desinićke - 202 - Stara Ves Košnička - 22 - Šimunci - 110 - Škalić Zagorski - 37 - Trnovec Desinićki - 115 - Turnišće Desinićko - 136 - Turnovo - 29 - Velika Horvatska - 307 |

Alle inwoneraantallen komen uit het jaar 2001.

## Ligging
De gemeente Desinić strekt zich uit van de gemeente Pregrada tot de Sloveense grens.